# اشتفان روزویتسکی
اشتفان روزویتسکی (آلمانی: Stefan Ruzowitzky؛ زادهٔ ۲۵ دسامبر ۱۹۶۱) یک کارگردان، و فیلم‌نامه‌نویس اهل اتریش است.

## زندگی
اشتفان روزویتسکی در وین متولد شد. در دانشگاه وین در رشته نمایش و تاریخ تحصیل کرد و کارش را با ساختن نماهنگ آغاز کرد.

## فیلم‌شناسی
- ۱۹۹۶ - تمپو - نویسنده و کارگردان
- ۱۹۹۸ - وارث - نویسنده و کارگردان
- ۲۰۰۰ - آناتومی - نویسنده و کارگردان
- ۲۰۰۱ - همه مردان ملکه - کارگردان
- ۲۰۰۳ - آناتومی ۲ - نویسنده و کارگردان
- ۲۰۰۷ - جاعلان - نویسنده و کارگردان
- ۲۰۰۹ - لیلی جادوگر: اژدها و کتاب جادو- نویسنده و کارگردان
- ۲۰۱۲ - تله - کارگردان
- ۲۰۱۶ - بیمار صفر - کارگردان

## جایزه‌ها
فیلم جاعلان در هشتادمین دوره جوایز اسکار در سال ۲۰۰۸ برنده اسکار بهترین فیلم خارجی شد.